# 값 (컴퓨터 과학)
컴퓨터 과학에서 값은 더 이상 평가될 수 없는 하나의 식이다. 한 형의 멤버들은 그 형의 값들이다. 예를 들어, 식 "1 + 2"는 표현 "3"으로 축약될 수 있기 때문에 값이 아니다. "3"은 더 이상 축약될 수 없으므로 하나의 값이다.
"한 변수의 값"은 그 환경에서의 상응되는 매핑에 의해 주어진다. 할당 가능한 변수들을 갖는 언어들에서, 이는 R-값(내용)과 L-값(위치)을 구분하기 위해 중요해진다.
선언형 (고수준) 언어에서, 값들은 참조적으로 투명해야 한다. 이것은 그 결과값이 그 값을 계산하기 위해 필요한 (하위)식이 저장되는 위치와 독립적이라는 것을 의미하며, 오직 그 위치의 내용들 (0 또는 1의 bit들)과 해석만이 중요하다.
또한 "값"은 일부 자료형에 따라 해석되는 비트의 연속이다. 뜻을 해석하는 데에 쓰이는 형에 따라 같은 연속의 비트들이 다른 값을 가질 가능성이 있다. 이를테면, 값은 정수나, 부동소수점 값, 또는 문자열이 될 수 있다.
어떠한 종류의 값은 대부분의 프로그래밍 언어에 흔하다. (이를테면, 다양한 종류의 수식) 반면 파스칼과 같은 다른 언어들은 이를 잘 지원하지 않는다.

## 참조
1. ↑  Mitchell 1996, p. 92.
2. ↑  Mitchell 1996, p. 9.
3. ↑  Mitchell 1996, pp. 389–390.

## 참고 문헌
- Mitchell, John C. (1996). 《Foundations for Programming Languages》 (영어). The MIT Press. ISBN 0-262-13321-0.
- Strachey, Christopher (2000). “Fundamental Concepts in Programming Languages”. 《Higher-Order and Symbolic Computation》 (영어) 13: 11–49. doi:10.1023/A:1010000313106.